# 法国红酒五大酒庄
五大酒莊是法國波爾多左岸五個紅葡萄酒莊園拉菲酒莊、瑪歌酒莊、拉度酒庄、侯伯王酒庄、木桐酒莊的合稱。

## 历史
此排名是在1855年，由拿破崙三世所制定的標準，但1855年時，原本只有四家酒莊名列一級酒莊（Premier Cru）。而木桐酒莊則是在1973年，在法國農業部長雅克·希拉克任內升級為一級酒莊，同時也是唯一一家在1855年後升級為一級酒莊的莊園。

## 外部連結
- 官方網站